# Dekanat dobrzyński nad Wisłą
Dekanat dobrzyński n. Wisłą – dekanat diecezji płockiej z siedzibą w Dobrzyniu n. Wisłą.
Księża funkcyjni (stan na dzień 5 września 2024):
- ks. kan. dr Artur Janicki proboszcz parafii pw. Wniebowzięcia Najświętszej Maryi Panny w Dobrzyniu nad Wisłą ,
- ks. mgr Zbigniew Milczarek, proboszcz parafii pw. św. Marii Magdaleny w Mokowie,
- ks. mgr Bogdan Zalewski, proboszcz parafii pw. św. Małgorzaty w Rokiciu.

Lista parafii (stan na dzień 21 sierpnia 2018):
| Lp | Miejscowość / parafia               | Czas powstania | Proboszcz / administrator               | Zdjęcie | Strona www |
| -- | ----------------------------------- | -------------- | --------------------------------------- | ------- | ---------- |
| 1  | Bądkowo Kościelne św. Szczepana     | ok. 1190       | ks. kan. mgr Jan Zega od 2007           |         |            |
| 2  | Dobrzyń nad Wisłą Wniebowzięcia NMP | XI w.          | ks. kan. dr Artur Janicki od 2022       |         |            |
| 3  | Mokowo św. Marii Magdaleny          | XIII w.        | ks. kan. mgr Zbigniew Milczarek od 2014 |         |            |
| 4  | Rokicie św. Małgorzaty              | XIII w.        | ks. mgr Bogdan Zalewski od 2018         |         |            |
| 5  | Siecień św. Józefa                  | XIV w.         | ks. mgr Jan Kurantowicz od 1999         |         |            |
| 6  | Sikórz św. Barbary                  | XIV w.         | ks. mgr Jarosław Jacek Cichocki od 2016 |         | → www      |
| 7  | Sobowo św. Hieronima                | 1403           | ks. mgr Piotr Ruszczyński od 2015       |         | → www      |